# Koeleria skrjabinii
Koeleria skrjabinii är en gräsart som beskrevs av Michail Nikolajevitj Karavajev och Nikolai Nikolaievich Tzvelev. Koeleria skrjabinii ingår i släktet tofsäxingar, och familjen gräs. Inga underarter finns listade i Catalogue of Life.